# Heterorete
Heterorete is een geslacht van sponsdieren uit de klasse van de Hexactinellida.

## Soort
- Heterorete pulchrum Dendy, 1916